# Sulsted
Sulsted ligger i det sydlige Vendsyssel og er en satellitby til Aalborg med 1.521 indbyggere  (2024), beliggende 14 kilometer nord for limfjordsbyen og tre kilometer nord for nærmeste by Vestbjerg. Byen ligger i Region Nordjylland og hører under Aalborg Kommune. Sulsted er desuden beliggende i Sulsted Sogn.
Byen ligger nærmest langs med Elkjærvej med skolen i den ene ende og jernbanen i den anden. Den har faktisk to dele, Sulsted Stationsby og Gammel Sulsted der ligger ved landevejen mod øst. Øst for landevejen ligger Sulsted Kirke ret afsondret.
Sulsted Station var en station på Vendsysselbanen, der fik fast køreplan i 1871. Hovedbygningen blev tegnet af N.P.C. Holsøe. I 1972 blev stationen nedlagt og i 1984 blev bygningen revet ned. Nogle tog stopper stadig i Sulsted og venter på at blive passeret af et modgående tog på sidesporet, der er bevaret. Læsserampen findes stadig. 